# Liste von Schächten im Ibbenbürener Steinkohlerevier

Übersicht Ibbenbürener Steinkohle- und Erzbergbau

Das Ibbenbürener Steinkohlenrevier liegt im nördlichen Nordrhein-Westfalen und reicht bis nach Niedersachsen hinein. Dieser Artikel befasst sich mit Schächten und Stollen.

## Aufteilung
Die Ibbenbürener Karbonscholle teilt sich in das Ostfeld und das Westfeld auf. Der Piesberg und der Hüggel liegen in Niedersachsen.

## Bergbau auf Steinkohle

### Westfeld

#### Buchholz
- Bernhardschacht

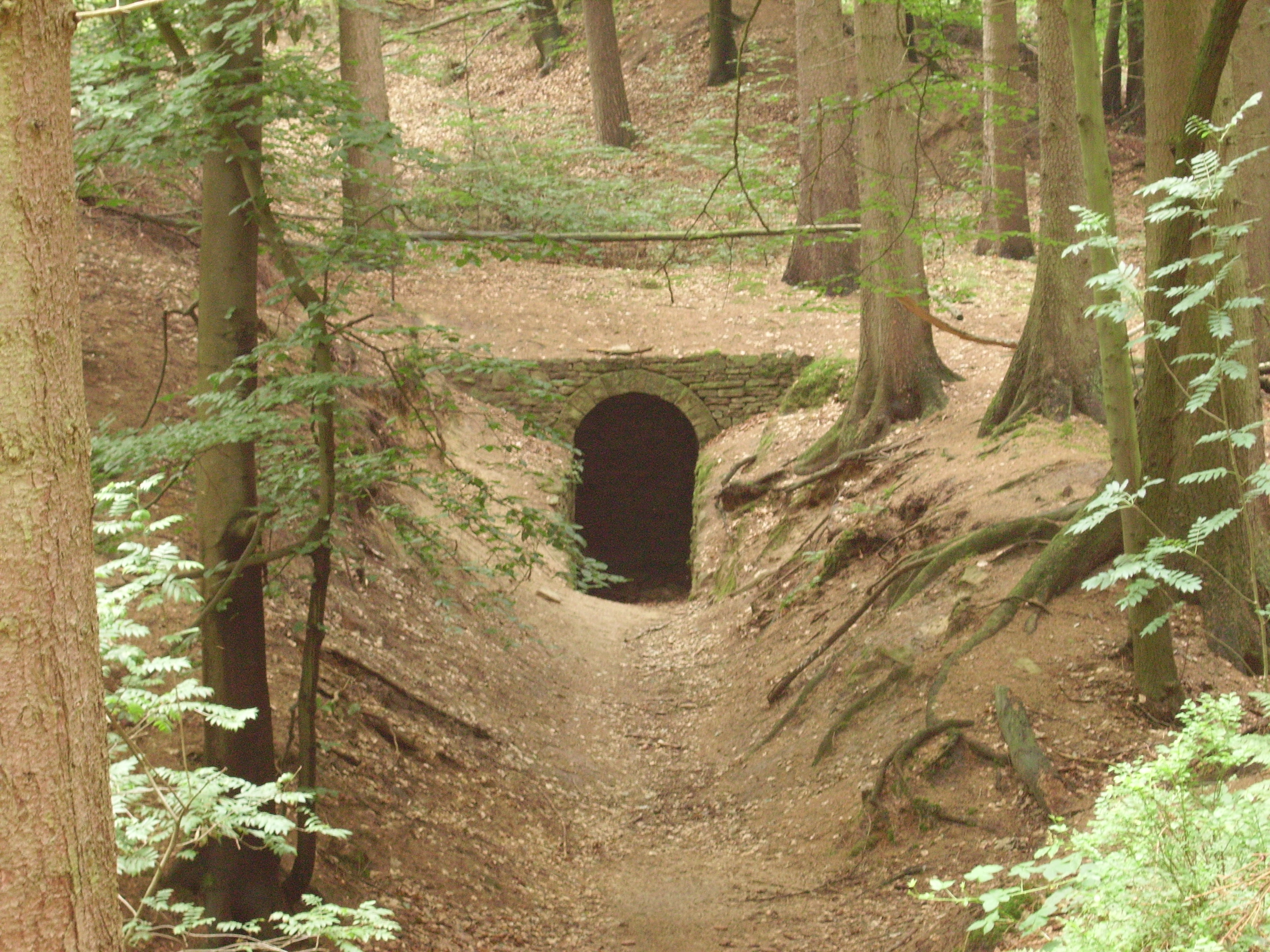
Stollenmundloch des Steinbecker Stollens

- Buchholzer Stollen oder Steinbecker Stollen
- Luisenschacht
- Rudolfschacht
- Steinbecker Gesenk
- Grube Buchholz

#### Dickenberg

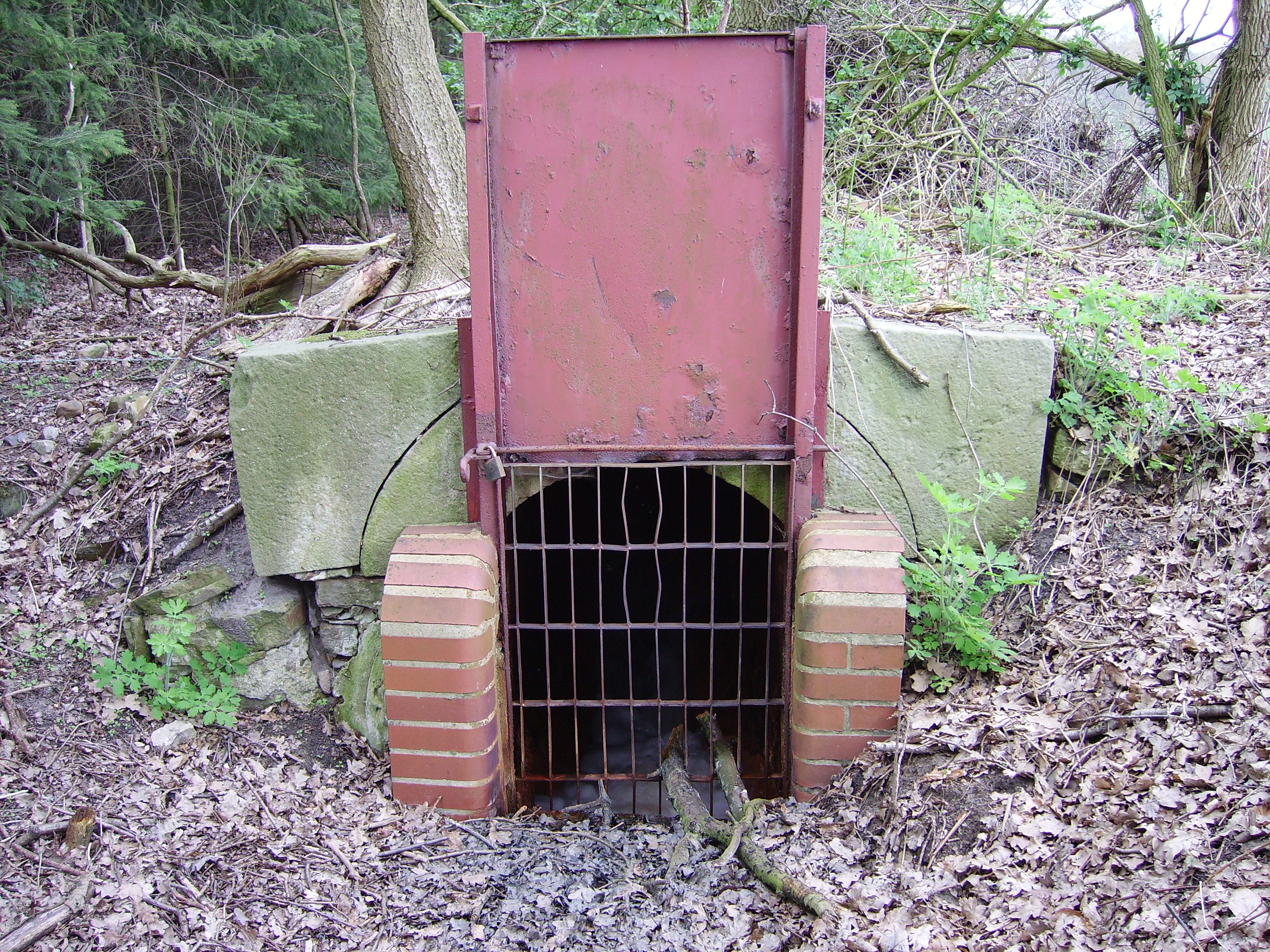
Bild vom Mundloches des tiefen Dickenberger Stollens

- Abendsternschacht
- Dickenberger Oberstollen
- Dickenberger tiefer Stollen
- Glücksburger Mittelstollen
- Grube Diana
- Grube Sonnenschein
- Marianneschacht 1 + 2
- Püsselbürener Förderstollen
- Pommerescheschacht
- Wilhelmschacht
- Zeche Bomberg
- Grube Dickenberg

#### Uffeln
- Barbaraschacht
- Barbara-Stollen
- Grube Mieke alte sowie neue
- Bodelschwingh-Stollen

### Ostfeld

#### Ibbenbüren

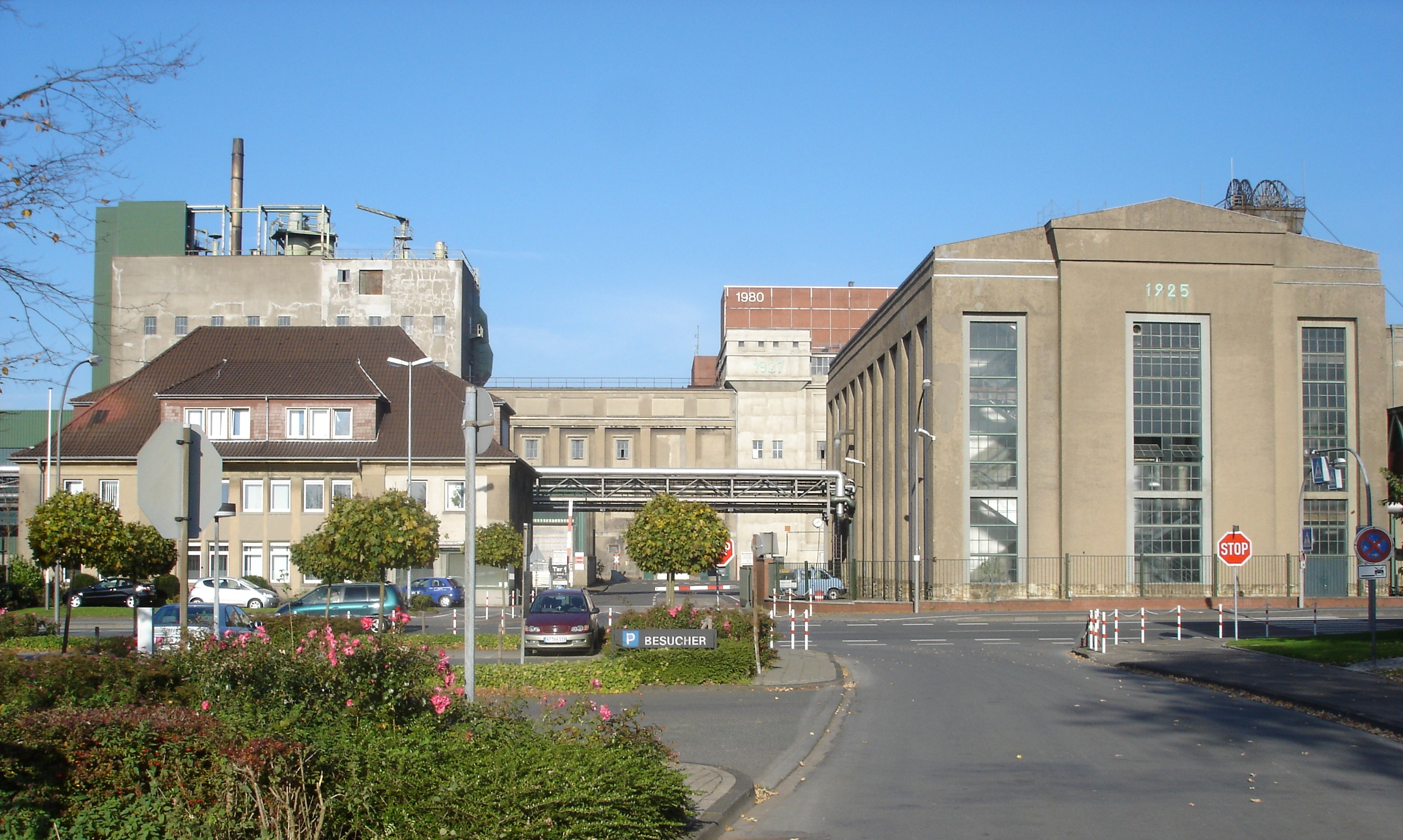
Oeynhausenschacht mit Gebäuden aus den Jahren 1925 (rechts) bzw. 1927 (Hintergrund)

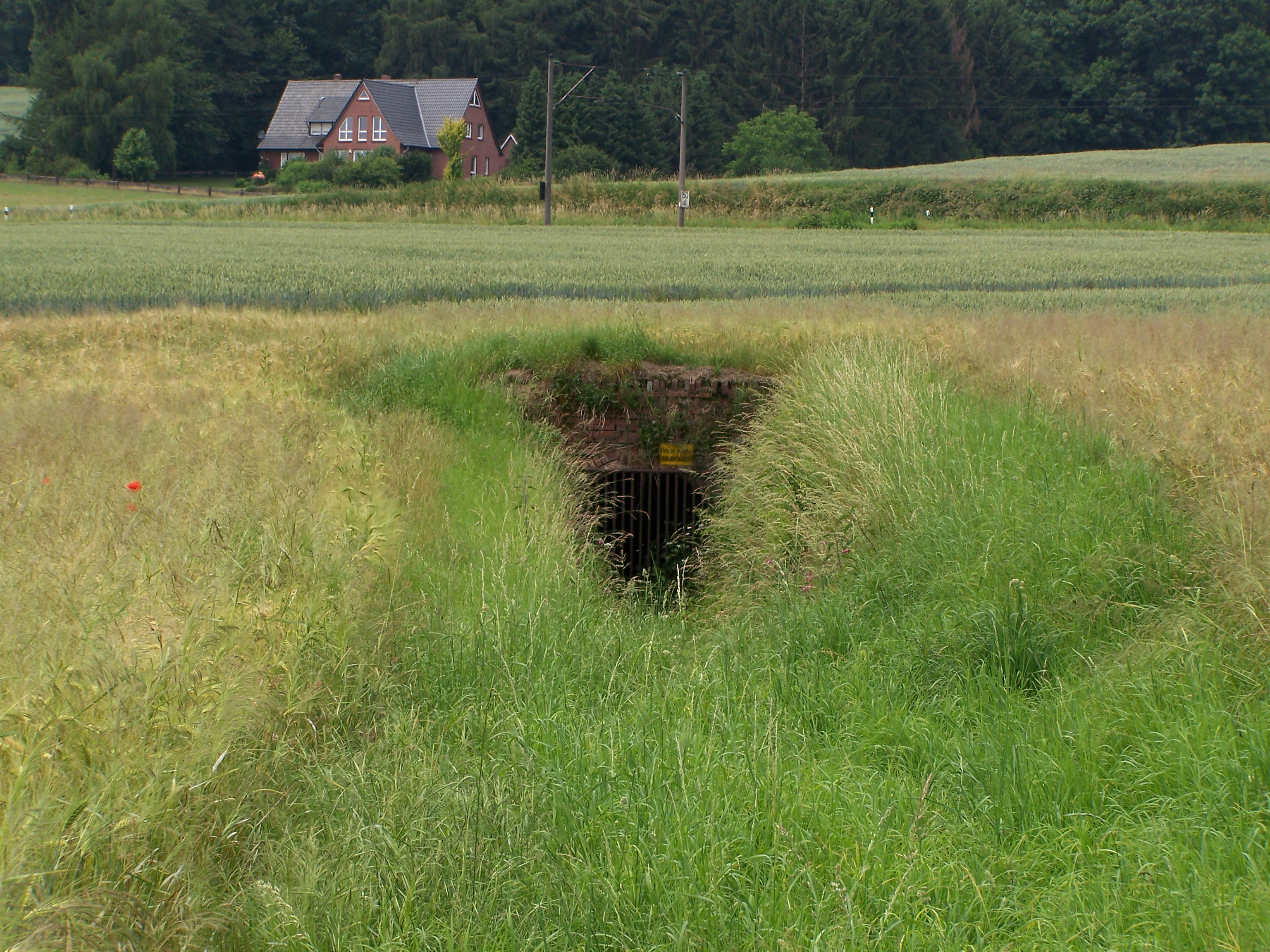
Mundloch des Permer Stollens. Heute Lebensraum für über 500 Fledermäuse.

Zentraler Artikel:Bergwerk Ibbenbüren
- Beustschacht
- Bockradener Schacht
- Flottwell Hilfschacht
- Ibbenbürener Förderstollen
- Morgensternschacht
- Notbergbau Perm
- Nordschacht
- Schafberger Oberstollen
- Oeynhausenschacht 1 + 2 + 3
- Preußischer Adler Stollen
- Tiefer Schafberger Stollen
- Theodorschacht
- Von-der-Heydt-Schacht
- Grube Glücksburg

#### Piesberg

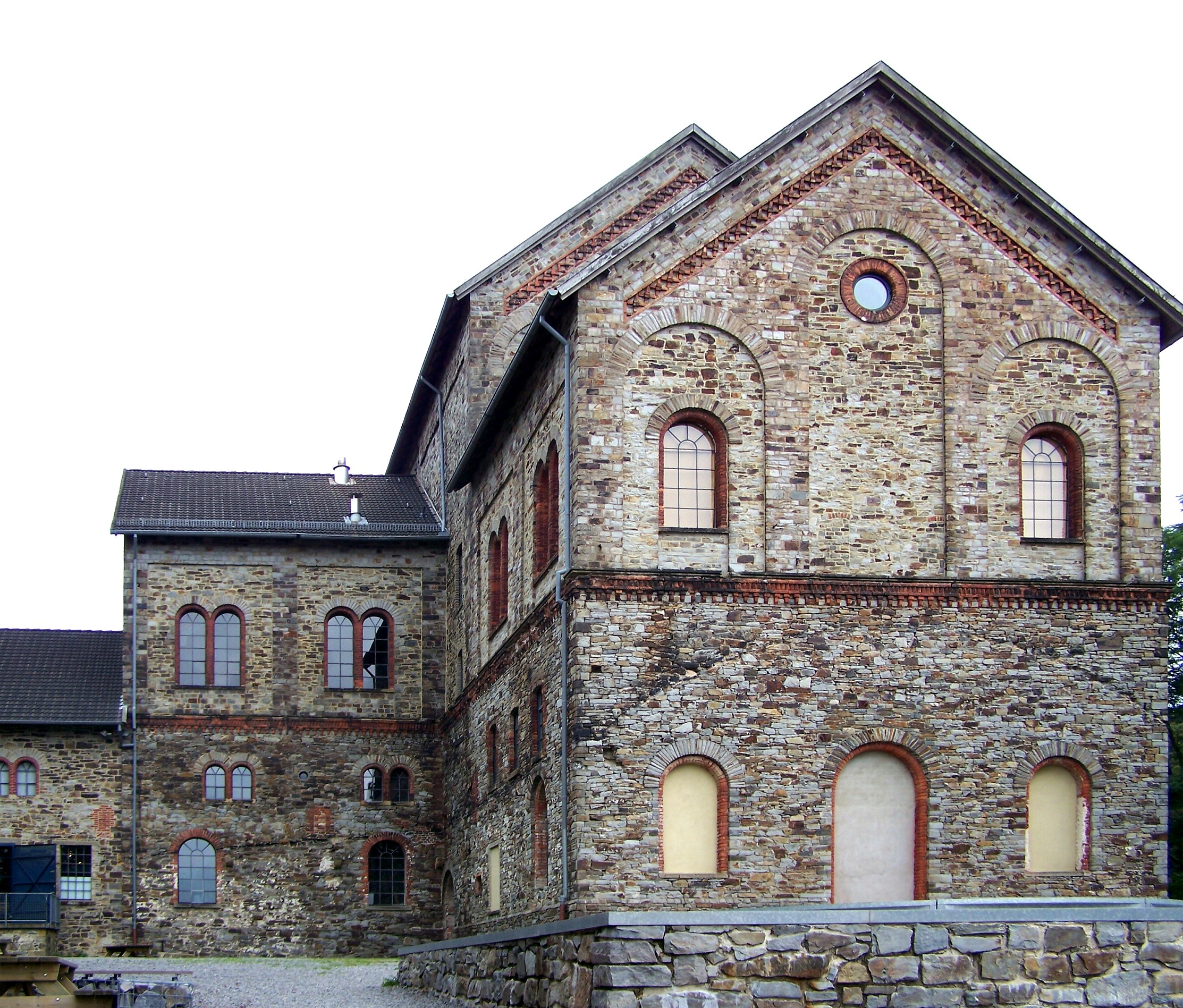
Das Gebäude des Haseschachtes

- Haseschacht
- Hasestollen
- Lechtinger Oberstollen
- Lechtinger Tiefer Stollen
- Mösen Stollen
- Lücker Stollen
- Schacht Nr.4
- Stüveschacht

#### Hüggel

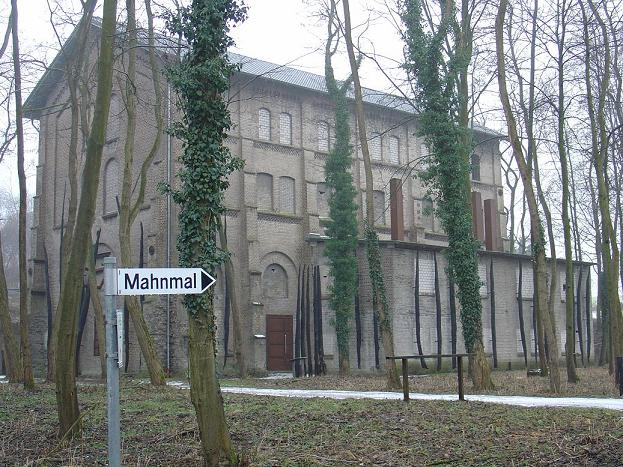
Das Pumpenhaus des Augustaschachtes am Hüggel

- Südschacht

## Bergbau auf Erz

### Ibbenbüren
- Grube St. Rochus
- Grube Preußisch Meppen
- Grube Therese
- Zeche Friedrich - Wilhelm
- Zeche Muck und Horst
- Zeche Hector
- Zeche Perm
- Tagebau A, B und C

### Piesberg
- Osnabrück I und II
- Piesberger Bleierzfeld

### Hüggel
- Schacht Augusta
- Schacht Ida
- Schacht Luise
- Schacht Kielmannsegge
- Grube Hedwig
- Hedwigstollen
- Mathildestollen
- Tagebau Anna
- Tagebau Hermine
- Annaschacht
- Tagebau Hüggel I – V